# Исайки
Иса́йки (укр. Ісайки) — село в Медвинской сельской общине Белоцерковского района Киевской области Украины.
Население по переписи 2001 года составляло 1211 человек. Почтовый индекс — 09730. Телефонный код — 4561. Занимает площадь 4,3 км². Код КОАТУУ — 3220682201.

## История
Село было волостным центром Исайковской волости Каневского уезда Киевской губернии. В селе была Михайловская церковь. Священнослужители Михайловской церкви:
- 1799—1802 — священник Иван Федорович Цюрупович
- 1819 — священник Иван Божневич

В селе родились Герои Советского Союза Иван Киселенко, Пётр Киселенко, Иван Мартыненко.